# 岡田清一
岡田 清一（おかだ せいいち、1947年 - ）は、日本史学者、東北福祉大学名誉教授。

## 略歴
1970年國學院大學文学部卒業。1975年学習院大学大学院人文科学研究科博士課程（史学専攻）満期退学。2008年「鎌倉幕府と東国」で博士（文学）（東北大学）。東北福祉大学教育学部講師、助教授を経て、教授、教育学部長。2018年定年、名誉教授となる。

## 著書
- 『北条得宗家の興亡』新人物往来社、2001
- 『鎌倉幕府と東国』続群書類従完成会、2006
- 『中世東国の地域社会と歴史資料』名著出版、2009
- 『相馬氏の成立と発展 名門千葉一族の雄』戎光祥出版 (中世武士選書) 、2015
- 『北条義時 これ運命の縮まるべき端か』ミネルヴァ書房・ミネルヴァ日本評伝選、2019
- 『中世南奥羽の地域諸相』汲古書院、2019
- 『鎌倉殿と執権北条130年史』KADOKAWA・角川ソフィア文庫、2021

### 共編・校注
- 『中世日本の地域的諸相』鈴木哲, 関幸彦共編 南窓社、1992
- 『相馬藩世紀』校注、岩崎敏夫・佐藤高俊校訂 続群書類従完成会、1999-2002
- 『河越氏の研究』編、名著出版 (関東武士研究叢書) 、2003

## 論文
- ＜岡田清一